# Джонни-мнемоник (рассказ)
«Джо́нни-мнемо́ник» (англ. Johnny Mnemonic) — научно-фантастический рассказ Уильяма Гибсона, впервые напечатанный в журнале Omni в 1981 году и позднее вошедший в сборник рассказов «Сожжение Хром» 1986 года. Сюжет рассказа являются частью вселенной киберпанка Гибсона из трилогии «Киберпространство» и предшествует основным её событиям на несколько лет.
В 1995 году рассказ по сценарию самого Гибсона был экранизирован. Сюжет фильма несколько отличается, например, в рассказе не упоминается о содержимом информации, которую передавал Джонни, а также нет упоминания о болезни, поразившей нервную систему большинства людей.
В том же году американский писатель-фантаст Терри Биссон написал одноимённую новеллизацию на сценарий Гибсона.

## Сюжет

Постер фильма Джонни-мнемоник

Джонни — курьер, имплантировавший себе в мозг чип, позволяющий использовать память человека как средство хранения данных. Данная система предназначена для передачи информации, слишком секретной, чтобы передавать её по компьютерным сетям. Чтобы заблокировать доступ к данным (курьеру в том числе), используется специальный ключ, известный только получателю.
Джонни испытывает проблемы с последним заказом — выясняется, что данные в его мозгу были украдены у якудза, которые отправили наёмного убийцу для устранения курьера. Пытаясь скрыться, Джонни встречает Молли, профессиональную наёмницу, которая сильно изменила своё тело, вживив себе ряд имплантатов (в том числе лезвия, скрывающиеся под ногтями). Вместе они решают извлечь информацию из головы Джонни. Для этого они направлятся к Джонсу, наркозависимому бывшему военному дельфину, которого обучали взламывать системы безопасности противника. Они находят его у Прим-техов, живущих на геодезических куполах.
На вершине города их настигает убийца, однако на «Смертельном полу» Молли побеждает его — при неожиданном скачке пола полихромная нить якудзы рассекла ему руку, и он падает вниз.
Джонни и Молли решают поселиться среди Прим-техов и шантажировать информацией, извлекаемой из памяти Джонни Джонсом, бывших нанимателей. Позднее, в романе «Нейромант», Молли рассказывает Кейсу, что якудза не забыли о них и в конце концов убили Джонни.

## Издания
- William Gibson. Johnny Mnemonic // Burning Chrome. — Arbor House, 1986. — ISBN 978-0877957805.
- Gibson, William Carleton. Johnny Mnemonic (англ.). — Toronto: Harper Collins, 1996. — ISBN 0-00-224618-X.

Новеллизация
- Терри Биссон Bisson, Terry. Johnny Mnemonic (англ.). — New York: Pocket, 1995. — ISBN 0-671-52300-7.